# Айрън Сейвиър
„Айрън Сейвиър“ (в превод от английски език – „Железен Спасител“) е немска спийд метъл група създадена в Хамбург през 1996 година. Пъвоначалните членове на групата са Кай Хансен (вокал и китара), Ян-Сьорен Екерт (бас и вокал), Андреас Кюк (кийборд), Дан Цимерман (барабани) и Томен Щаух (барабани), като единствения оригинален член останал в групата е Пийт Сийлк (вокали и китара).
Звученето на групата е силно повлияно от „Хелоуин“ и „Гама Рей“, основно заради присъствието на Ханзен. Той един от създателите на „Хелоуин“ и неин бивш член, а също така и създател и все още активен член на „Гама Рей“. Томен Щаух по това време е барабанист в „Блайнд Гардиън“. Сийл от своя страна е продуцирал първия албум на „Гама Рей“ Heading for Tomorrow и е продуцирал песни на „Блайнд Гардиън“, „Юрая Хийп“ и „Саксън“.
Дебютният албум „Айрън Сейвиър“ поставя началото на история, която се доразвива с всеки следващ албум. Историята разказва за космическия кораб Iron Savior, който е със собствено съзнание, и за неговите отношения с митичната изчезнала цивилизация Атландита.

## Албуми
- „Iron Savior“ (1997)
- „Unification“ (1999)
- „Dark Assult“ (2001)
- „Condition Red“ (2002)
- „Battering Ram“ (2004)
- „Megatropolis“ (2007)
- „The Landing“ (2011)
- „Rise of the Hero“ (2014)